# Óbudai Gázgyári Lakótelep
Az Óbudai Gázgyári Lakótelep az Óbudai Gázgyár dolgozói számára az 1910-es években épült lakóépületek összessége.

## Története
1910 és 1913 között épült fel az Óbudai Gázgyár. A hatalmas ipari vállalat gondoskodni igyekezett arról, hogy dolgozói megfelelő lakhatási körülményeket találjanak a közelében. Ennek háttérben az állt, hogy a gázgyár felépítésére szánt 25 millió koronás előirányzott költségből a kivitelező megtakarított 1,5 millió koronát és végül ebből a pénzből a gyár felhúzásával azonos időben építették fel a hozzá tartozó munkáslakásokat. Bernauer Izidor gázgyári igazgató így írt erről:
„A tisztviselők részére 10.000 négyszögöl kiterjedésű kertek között külön lakótelepet, a munkások számára pedig a gyár szomszédságában, attól csak a császárfürdői vasúti töltés által elválasztott 25.000 négyszögöles telken másfél millió korona költséggel munkástelepet építettünk fel.”
A lakóépületeket (és más, a gázgyárhoz tartozó kiegészítő létesítményeket) a gázgyár építésze, Weiss Albert tervezte meg első ízben. Kájlinger Mihály, a Magyar Mérnök- és Építész-egylet elnöke azonban azt javasolta, hogy ezen létesítmények tervei magyar építészek kezei alól kerüljenek ki. Ezt követően vállalta el a munkát két magyar építész. Almási Balogh Loránd a munkáslakótelep, Reichl Kálmán pedig a tisztviselőtelep épületeinek engedélyezési terveit nyújtotta be 1912-ben. Az épületek magyar népies stílusban kerültek kivitelezésre.
„Óbudának ez a területe akkor meglehetősen gyéren lakott volt. Gazdasági kényszer volt tehát a helyben lakás biztosítása. A két lakótelep különválasztásának indokairól nem szólnak a korabeli források, a tervezési programban csak néhány mondatos utalásokat olvashatunk róluk. Tény, hogy az üzem megnyitásakor a kezdeti négyszázötven dolgozó harmadát tudták itt elhelyezni.”
A két lakótelep nagyrészt 1913-ra készűlt el, egyes épületei valamivel később.

## A Tisztviselőtelep („belső telep”)
- 1033 Budapest, Almási Balogh Lóránd utca

A Tisztviselőtelep a gyár vezetőinek és magas beosztású műszaki szakembereinek építették a Duna mellékágának jobb partján. Weiss Albert eredeti terveivel (5 épület) szemben Reichl Kálmán 9 (más források szerint 13) villát tervezett összesen 17 lakással. A lakások angol WC-vel és fürdőszobával felszereltek voltak, de mindegyik (és a hozzájuk tartozó kert is) külön terv alapján készült. A szobákat parkettával, a konyhákat kőlapokkal burkolták be. A kertekhez egy külön kertészet létesült, üvegházzal, fűtőházzal, kertészlakkal. A VII. számú villa kifejezetten a mindenkori gyárigazgató részére épült.
A második világháború után az épületeket belül átépítették, és több lakást alakítottak ki bennük. A terület a 2000-es évek elejéig a nagyközönség elől őrszolgálattal el volt zárva, azóta szabadon látogatható.
A Tisztviselőtelep közvetlen szomszédságában található (de annak részét nem képezi) a gázgyár – azóta elbontott – iparvágányának és saját állomásának (Óbuda-Gázgyár teherpályaudvar) felvételi épülete.

## A Munkástelep (Gázgyári kolónia, „külső telep”)
- 1031 Budapest, Sujtás utca

Az alacsonyabb beosztásban dolgozó munkások számára készült lakótelepet vagy Gázgyári kolóniát Almási Balogh Loránd tervezte. (Egyes források szerint barátja, Kós Károly olykor belejavított a terveibe.) A telep három házcsoportból állott, épületeiben összesen 3 db 3 szobás, 78 db 2 szobás, 14 db 1 szobás lakás és 4 padlásszoba létesült. Az épületek mindegyikében volt vezetékes víz, angol WC, gáz- (majd az 1930-as évektől villany-) világítás, gáztűzhely. Fürdőszobával ugyanakkor csak 3 lakás rendelkezett, a többi számára közös fürdőszobákat alakítottak ki. A szobákat hajópadlóval, a konyhákat betonlappal burkolták be.
Az épületek egymáshoz épültek, de mögöttük itt is kiskerteket alakítottak ki a dolgozók részére, ahol megengedett volt az aprójószág-tartás (háborús időben a sertéshízlalás is). A telephez közösségi épület, legényszálló, vendéglátóipari egység, iskola (ez csak az 1920-as évekre készült el) és óvoda is tartozott. Egyes források még azt is tudni vélik, hogy a gyár lakóknak hintót biztosított a bevásárláshoz. A futballpálya 1927–1931 között került kialakításra, a Gázgyári Művelődési Ház pedig az 1950-es években épült.
Felmerült a telep bővítésének gondolata is, erre azonban nem került sor.

## Napjainkban
Mindkét telep túlélte a Gázgyár 1984-es bezárását. 2004-től a Fővárosi Önkormányzathoz tartoznak. A magas bérleti díjak miatt kevés az új beköltöző, a volt gázgyári dolgozók száma jelentősebb a rájuk vonatkozó régi szerződéses alacsonyabb bérleti díjak miatt. A Művelődési Ház az ezredforduló óta használaton kívül áll (egy ideig a szomszédos Aquincumi Múzeum kőtáraként funkcionált).
A Munkástelep iskolája már nem üzemel, az óvoda viszont Óbudai Almáskert Óvoda néven igen.

## Egyéb irodalom
- Sz. Bányai Irén: A gázgyári kolónia. Az óbudai gázgyár munkás- és tisztviselő telepének történeti és néprajzi elemzése, Kossuth Lajos Tudományegyetem, Debrecen, 1936, ISBN 963-472-087-0 (Folklór és etnográfia 93.)